# Stolzenbach (Lindlar)

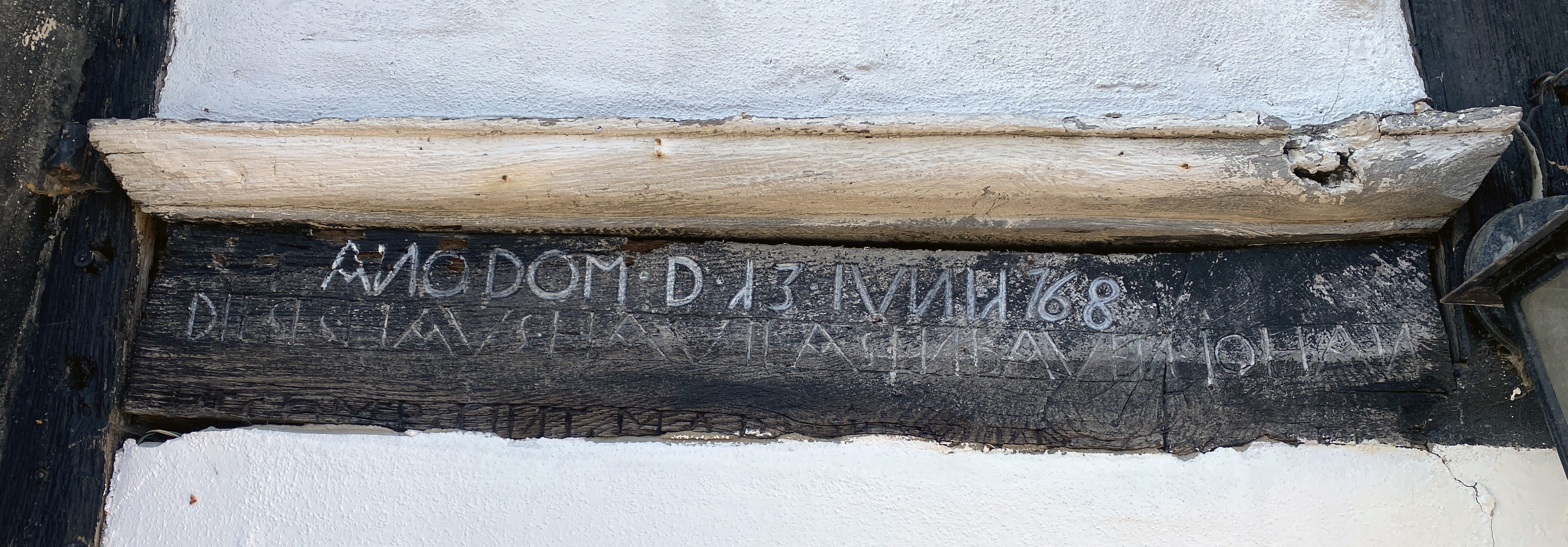
Inschrift (1768)

Die Ortschaft Stolzenbach ist ein Ortsteil der Gemeinde Lindlar, Oberbergischen Kreis im Regierungsbezirk Köln in Nordrhein-Westfalen (Deutschland).

## Lage und Beschreibung
Stolzenbach liegt südwestlich von Lindlar an der Landesstraße 299. Südlich des Ortes fließt der Lennefer Bach. Nachbarorte sind Klespe und Berg.

## Geschichte
Stolzenbach wurde 1435 erstmals urkundlich als stoulzenberg erwähnt.
Im Mittelalter war der Ort das Zentrum der Honschaft Stolzenbach im Kirchspiel Lindlar. Zu der Honschaft gehörten Stolzenbach, Wurtscheid, Hürholz und Kemmerich.
1932 sollten die Ortschaften Unterheiligenhoven, Klespe, Berg, Stolzenbach, Ellesbach und Wüstenhof von der Elektrizitätsgenossenschaft Overath mit Strom versorgt werden, so der Ratsbeschluss des Gemeinderates der Gemeinde Lindlar.

## Attraktionen und Sehenswürdigkeiten
- Von August 2007 bis 2014 fand jährlich der Stolzenbacher Sommer statt, eine Ausstellung von Künstlern und Kunsthandwerkern, die ihre Werke, integriert in einer natürlichen Gartenlandschaft, präsentierten. Ab 2019 wurde die Veranstaltung fortgeführt.[2] 2023 fand die letzte Ausstellung statt.

- Ein zweigeschossiges Fachwerkhaus mit einer Inschrift aus dem Jahre 1768. Seit 1974 befindet sich das Haus im Besitz der Familie Becker-Schöllnhammer.
- Ein Wegekreuz aus dem Jahre 1733.

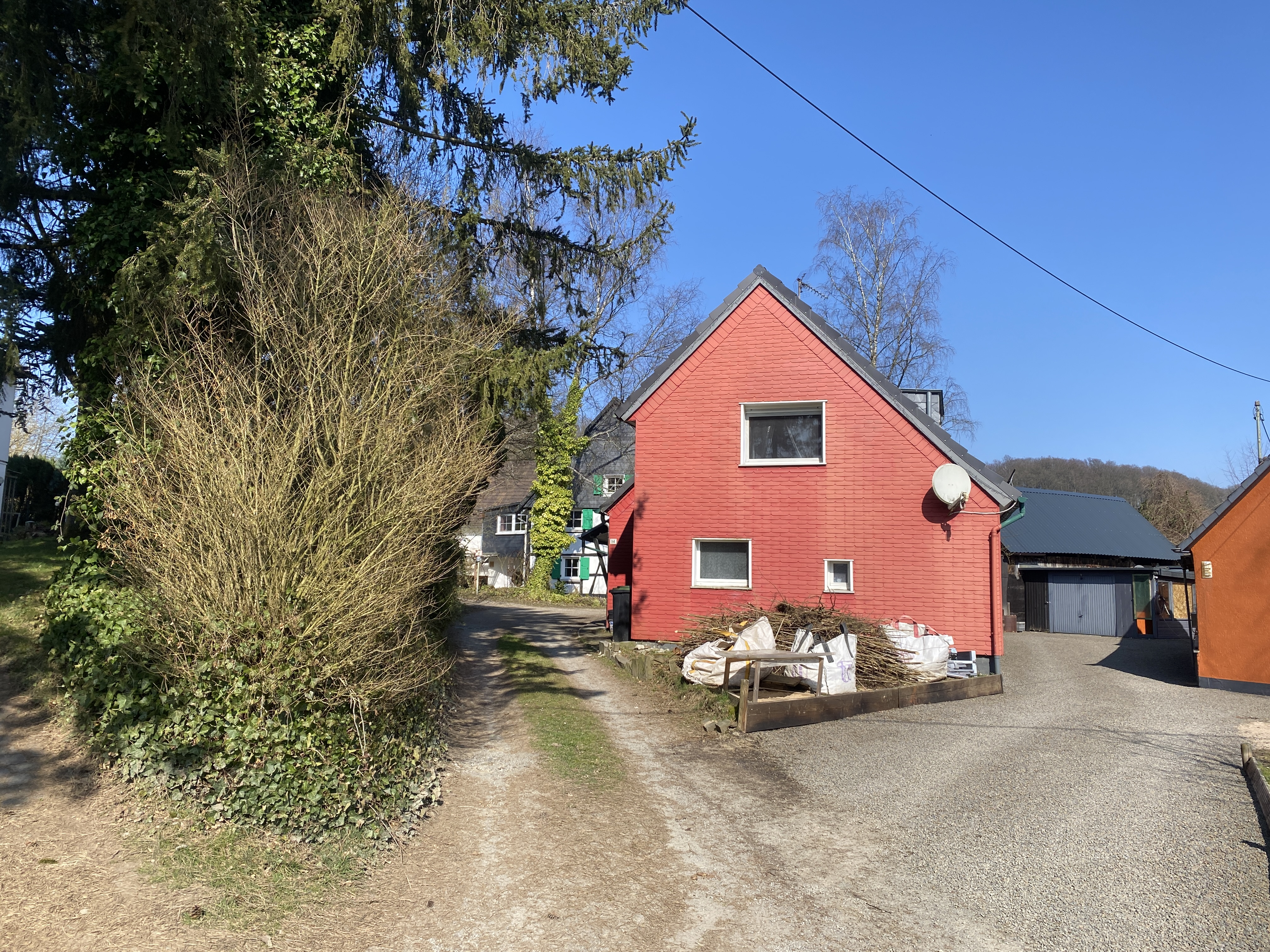
Stolzenbach
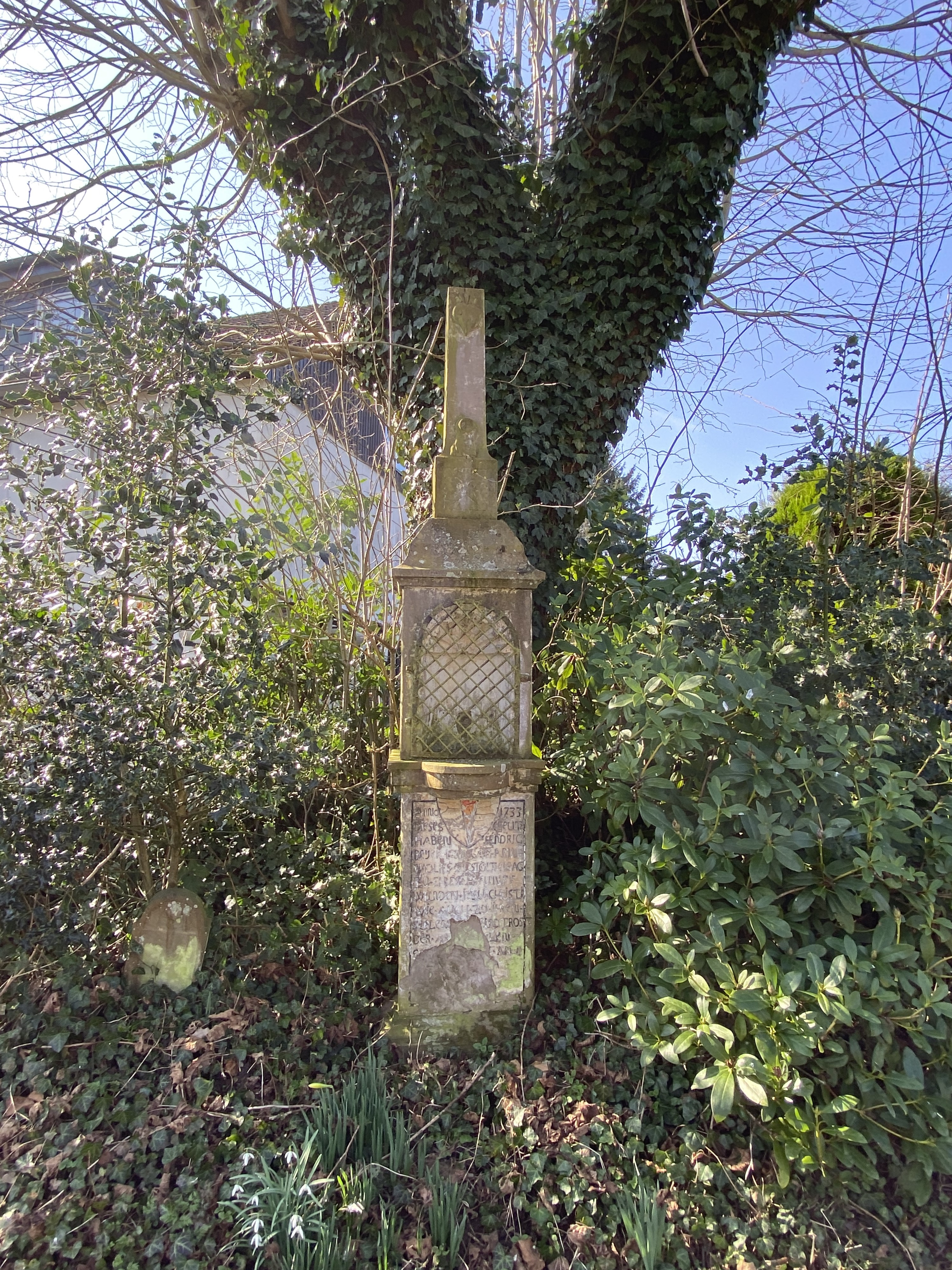
Wegekreuz (1733)
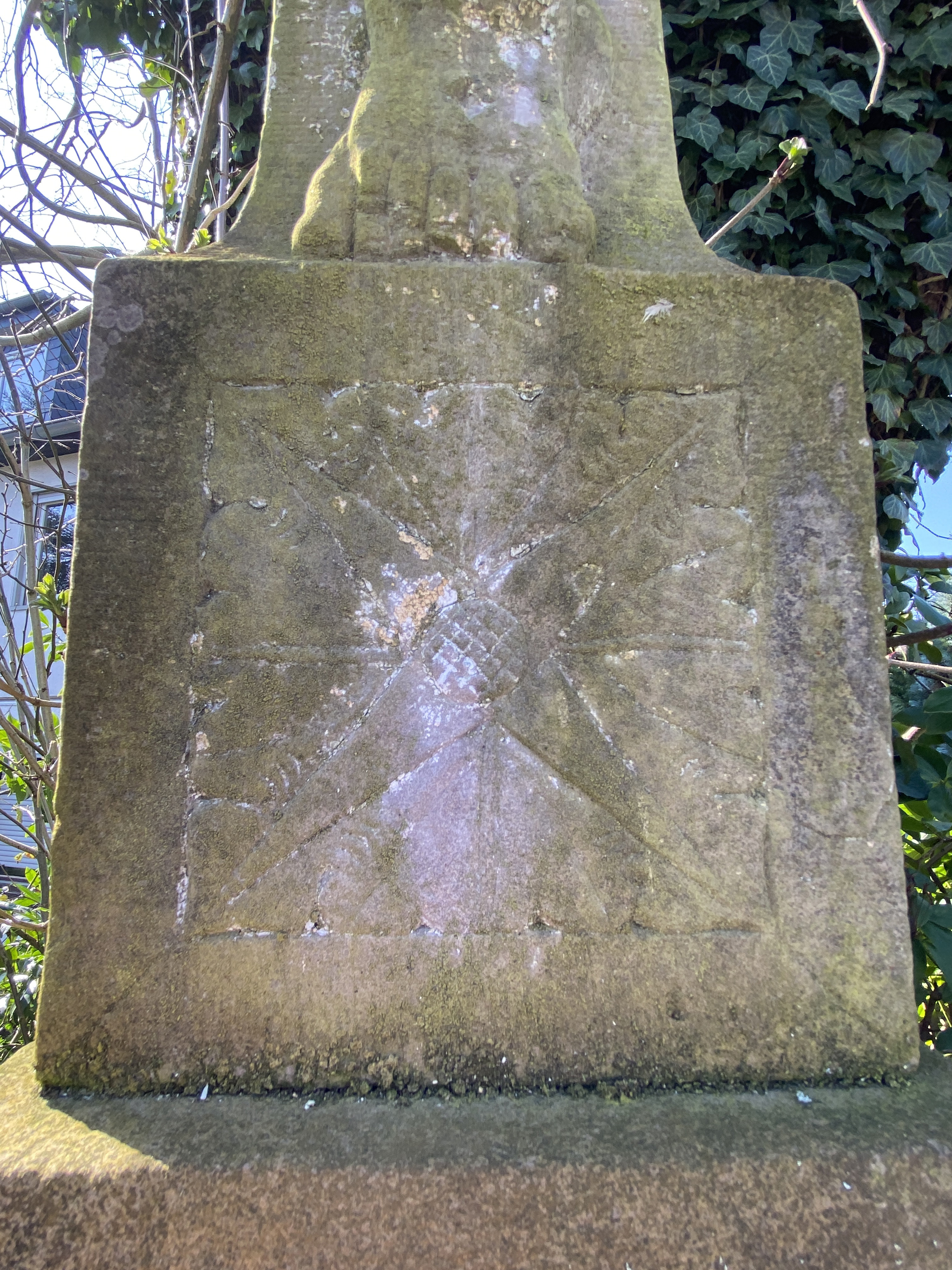
Relief im Wegekreuz
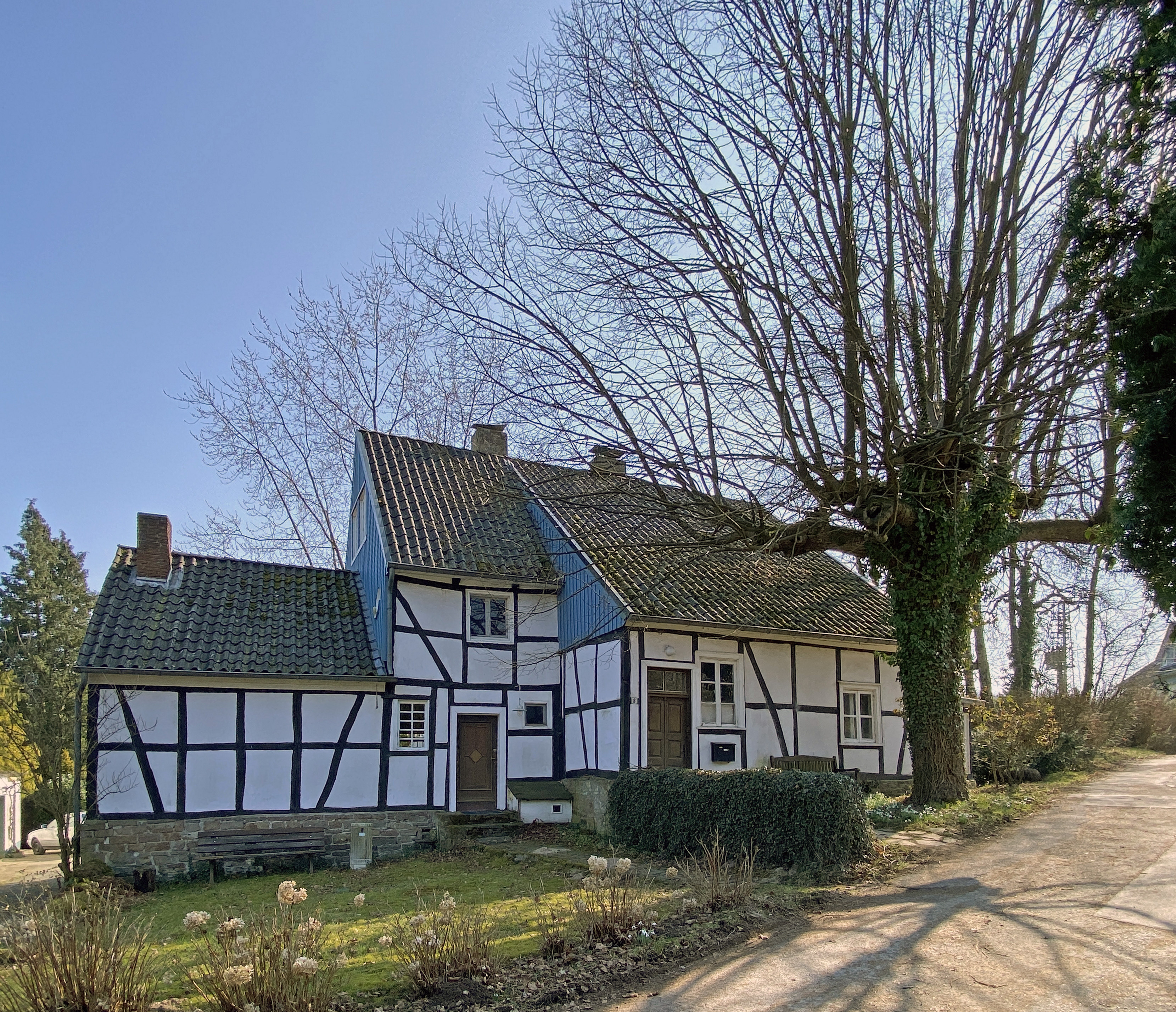
Fachwerkhaus in Stolzenbach
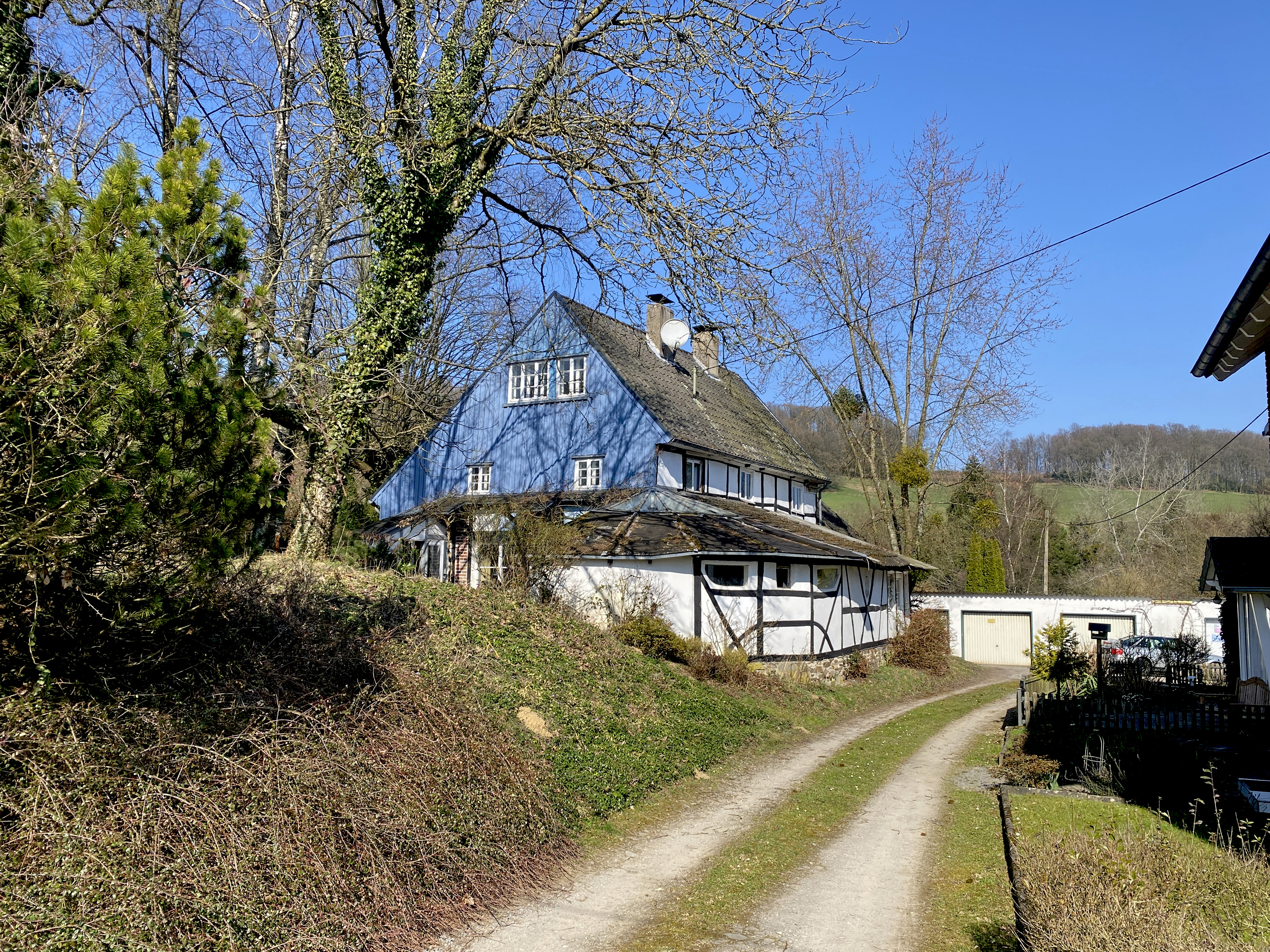
Stolzenbach

## Busverbindungen
Nächste Haltestelle Klespe:
- SB42 Lindlar – Immekeppel – Moitzfeld – Bensberg – Refrath – Köln Hbf. (RVK)
- 398 Lindlar – Hohkeppel – (Halfenslennefe) (OVAG, Schulbus)
- 402 Untereschbach – Hohkeppel – Lindlar – Linde – Kürten Schulzentrum (KWS Schulbus)